# Pyrrhichos
Pyrrhichos (Πύρριχος) war eine antike Bergstadt im Taygetos, im Landesinnern der Halbinsel Mani gelegen. 

## Lage
Die Lage von Pyrrhichos konnte durch Inschriften, die den Ortsnamen nennen, sowie durch Angaben des antiken Schriftstellers Pausanias beim heutigen Kavalo lokalisiert werden. Zudem wird angenommen, dass der moderne Flurname Purkos (Ποῦρκος) östlich von Kavalo den antiken Namen fortsetzt. Die Bergstadt lag in einer abgelegenen fruchtbaren Hochebene und wurde durch eine starke Quelle mit Trinkwasser versorgt.

## Funde
Neben einigen Inschriften, einem kolossalen Frauentorso und anderen Streufunden wurden hier Überreste kaiserzeitlicher Wohnhäuser und einer römischen Therme gefunden. Im Norden des modernen Kavalo wurden Säulen aufgefunden; dort wird ein antiker Tempel vermutet.

## Geschichte
Nach Pausanias hatte Pyrrhichos einen Brunnen und Heiligtümer für Apollon Amazonios und Artemis Astrateia. Der Ort war ursprünglich eine Periökenstadt Spartas und gehörte später zu den Eleutherolakonen. Aufgrund seiner abgeschiedenen Lage war es stets von geringer Bedeutung.